# Slavko Zlatić
Slavko Zlatić, (Slavko Cvijetko Zlatić) (Sovinjak kod Buzeta, 1. lipnja 1910. – Pula, 27. listopada 1993.), hrvatski skladatelj, dirigent, glazbeni pedagog, melograf i glazbeni pisac 
Studij glazbe počeo je u Trstu, a završio u Zagrebu. Kao dirigent, glazbeni pedagog, kritičar i etnomuzikolog djelovao je u Zagrebu (zbor "Lisinski", zbor RTV-a, profesor MS), Sušaku i Puli. Bio je predsjednik Hrvatskog društva skladatelja, Saveza kompozitora Jugoslavije i član Međunarodnog savjeta za muziku pri UNESCO-u. Bio je članom Inicijativnog odbora (8. prosinca 1968. u Žminju) za osnivanje Sabora Čakavskog pjesništva. Pripremio je više stotina radijskih emisija, te pisao filmsku i scensku glazbu. Godine 1980. dobio je nagradu "J.Š. Slavenski". 

## Djela
Posebnost netemperirane istarske ljestvice bila je osnovni pokretač stvaralaštva S.Zlatića, koji je već u djetinjstvu pokazivao veliko zanimanje za narodne instrumente i melodije. Proučivši teorijske i praktične dosege u istraživanju istarske narodne glazbe svojega uzora i prijatelja Ivana Matetića Ronjgova, njegove vokalne stilizacije istarskih tema proširuju se i na instrumentalne. Zaodijeva ih u odgovarajuće harmonijsko ruho modalnih ljestvica, koje jedino i odgovaraju obilježjima netemperiranog istarskog dvoglasja. U svojem se stvaralaštvu pretežito oslanja na obilježja istarsko-primorske folklorne glazbe, stvarajući na temelju svoje izvorne glazbene zamisli u narodnom duhu. Ostavio je naslijeđe od oko 120 skladbi. Područje njegova rada pretežno su manji oblici: zborski radovi, popijevke za solo glasove uz glasovir te komorne i kraće orkestralne skladbe, od kojih valja istaknuti:
- Balun za obou, engleski rog, alt-saksofon i fagot (1936.)
- Tri simfonijska plesa za simfonijski orkestar (1934. – 39.)
- Istarska suita za mješoviti zbor (1934.)
- Gruda Motovunska - kantata (1945.)
- Duhački kvintet - Ples iz Istre (1936., revidiran 1950.)
- Pazinska zvona za orkestar (1975.)

Najpoznatije zborske skladbe:
- Duhovni stih za mješoviti zbor
- Vita, vita, štampa naša gori gre za ženski zbor uz tri trube
- Socijalna suita za mješoviti zbor i puhački kvintet
- Proljetna pjesma za mješoviti zbor i simfonijski orkestar
- Djevojačko proljeće za mješoviti zbor
- Tri istarska dvopjeva za ženski zbor i klavir
- Svatovska za mješoviti zbor
- Varijacije na narodnu temu za ženski zbor i klavir
- Tri pjesme i plesa za mješoviti zbor i puhače

Također, Zlatić je skladao i solo popijevke za glas i klavir i skladbe za solo klavir:
Solo popijevke za ženski glas i klavir:
- Tužna mladost moja
- Kmiči se
- Stara djevojka Marta
- Imala je žena muža
- Tri pjesme iz "Velog Jože"
- Tri momačke za muški glas i klavir i druge...

Klavirske skladbe:
- Popuhnul je i Plač kneza Frankopana iz "Čakavskih stihova"
- Bodulski ples, op. 9, br. 1
- Poskočnica, op. 9, br. 2
- Ples jagoda

Ostavština S.Zlatića čuva se u Državnome arhivu u Pazinu te na Filozofskome fakultetu u Puli, gdje je u prosincu 2003. jedna dvorana nazvana njegovim imenom, s prigodnim postavom njegova glasovira, radnog stola, predmeta i rukopisa.